# Burri SC
Der Burri Sports Club (arabisch نادي بري الرياضي) ist ein sudanesischer Fußballklub aus der Stadt Khartum.

## Geschichte
Der Klub wurde am 7. November 1935 gegründet. Die erste und bislang einzige Meisterschaft gelang in der Saison 1969. Damit qualifizierte sich der Klub auch für die Ausgabe 1969 des African Cup of Champions Clubs, wo man aber bereits in der Ersten Runde ausschied.
In den 1990er-Jahren spielte er Klub dann nicht mehr in der Premier League, konnte jedoch zur Saison 1999/2000 den Wiederaufstieg feiern, wonach man aber auch direkt wieder abstieg. In der Spielzeit 2002 passierte noch einmal dasselbe und man stieg mitsamt einiger anderer Klubs direkt wieder ab. Seitdem tauchte der Klub nicht mehr in der höchsten Spielklasse auf.